# Caserme Dalla Chiesa-Calatafimi
Il complesso delle caserme "Dalla Chiesa - Calatafimi" a Palermo, è un'installazione militare affidata all'Arma dei Carabinieri, già Caserme Bonsignore-Calatafimi.

## Descrizione
Si trova nel quartiere Cassaro, in corso Vittorio Emanuele 475, all'interno dell'ex "quartiere militare di San Giacomo degli Spagnoli". Questo complesso militare fu edificato nel 1622 dal viceré di Sicilia Emanuele Filiberto di Savoia, con la creazione della cinta muraria dell'acquartieramento da parte degli spagnoli. L'area, oltre gli edifici militari, comprendeva anche la preesistente Chiesa di San Giacomo dei Militari e il nuovo Ospedale di San Giacomo.

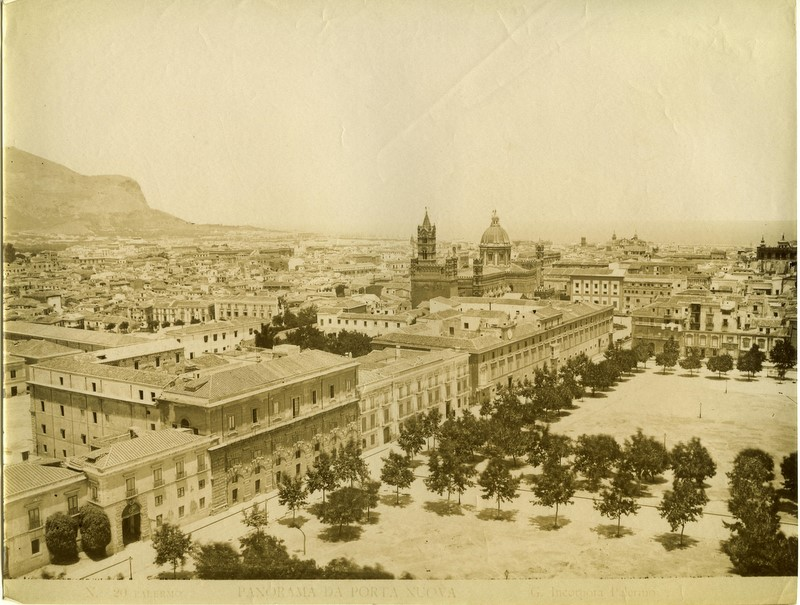
Il complesso militare alla fine dell'800

Dopo l'unità d'Italia ospitò i reparti dell'Arma.
Fino all'inizio del '900 fu sede anche di un battaglione dei bersaglieri.
La prima caserma (la più vicina a Porta Nuova), dal 1939 titolata ad "Antonio Bonsignore", dal 2007 è dedicata a Carlo Alberto dalla Chiesa ed è sede del Comando Legione carabinieri Sicilia.
Nella contigua caserma "Calatafimi", è invece di stanza dal 1934 il 12º Battaglione carabinieri "Sicilia", dal 2017 reggimento.

## Architettura
Di rilievo dal punto di vista architettonico, all'interno del complesso, la presenza della chiesa di San Giacomo dei Militari, di fondazione ruggeriana, e la piccola chiesa di Santa Maria Maddalena costruita nel 1187 in epoca normanna, normalmente non accessibili al pubblico.